# Partia Narodowa (Chorwacja)
Partia Narodowa (chorw. Narodna stranka) – chorwacka partia polityczna działająca od 1841 do 1918 roku.

## Historia
Partia została utworzona przez przedstawicieli ruchu iliryjskiego w 1841 roku pod nazwą „Iliryjskiej Partii Narodowej”. Partia gromadziła przede wszystkim chorwacką inteligencję i mieszczaństwo. Główną postacią stronnictwa był początkowo Ivan Kukuljević Sakcinski. Już w 1843 roku z powodu cesarskiego zakazu używania przymiotnika „iliryjski” nazwę partii zmieniono na „Partię Narodową”.
Po okresie Wiosny Ludów i reakcyjnych rządów Alexandra von Bacha Partia Narodowa odrodziła się w 1860 roku. Stała się stronnictwem chorwackich działaczy narodowych orientacji jugosłowiańskiej, będących spadkobiercami idei ruchu iliryjskiego. Na czele stanął biskup Josip Strossmayer, a jego głównym współpracownikiem był Franjo Rački. Skupiała głównie przedstawicieli inteligencji. Partia domagała się równouprawnienia w stosunkach z Węgrami, a także głosiła zjednoczenie narodów południowosłowiańskich.
W 1861 roku Partia Narodowa odniosła zwycięstwa w wyborach do sejmu chorwackiego. Jednym z pierwszych osiągnięć była uchwała o możliwości kontynuowania rokowań na temat związków prawnych z Węgrami pod warunkiem poszanowania niezależności i jedności terytorialnej Chorwacji. Jednak kolejna uchwała, w której sabor ogłosił zerwanie stosunków także z Wiedniem znalazła skutek w postaci rozwiązania sejmu przez cesarza jeszcze w tym samym roku.
Po tym wydarzeniu działacz Partii Narodowej Ivan Mažuranić został postawiony na czele nowo powołanej Kancelarii Chorwackiej w Wiedniu. Został on jednak powołany na to stanowisko z uwagi na swoje austrofilskie poglądy i po nominacji dokonał rozłamu w partii tworząc w 1862 roku Niezależną Partię Narodową. Opcję tę wsparł także m.in. dawny założyciel Partii Narodowej, Ivan Kukuljević Sakcinski. Stronnictwo to przez pewien czas dominowało w chorwackiej polityce, jednak nie miało szerszego oparcia w społeczeństwie. Efektem tego było zbliżenie Partii Narodowej do prowęgierskich unionistów.
Sytuacja zmieniła się po zmianie rządu w Wiedniu w 1865 r. Partia Narodowa na powrót zdobyła przewagę w sejmie chorwackim i jej członków wybrano na delegatów do rozmów z rządem węgierskim na temat ugody, jednak rokowania zakończyły się bez efektów, ponieważ Chorwaci żądali równorzędności, a Węgrzy byli im gotowi zaoferować jedynie autonomię. Ugoda austriacko-węgierska zawarta w 1867 roku oznaczała klęskę starań Chorwatów o równorzędność w stosunkach z Węgrami. W kolejnych wyborach Partia Narodowa poniosła porażkę, Strossmayer wyjechał za granicę, i doszło do zjednoczenia z Niezależną Partią Narodową.
W 1868 roku unioniści doprowadzili do podpisania niekorzystnej dla Chorwatów ugody z Węgrami. Rozczarowanie jej postanowieniami pozwoliło na obracanie się sympatii społeczeństwa na rzecz Partii Narodowej. Biskup Strossmayer zaczął wówczas działać w celu przeciwstawienia dualizmowi austro-węgierskiemu koncepcji federacyjnej. W 1871 roku udało się doprowadzić narodowcom do dymisji madziarońskiego bana Levina Raucha i odnieśli zwycięstwo w wyborach do saboru. Te sukcesy zostały jednak zaprzepaszczone za sprawą powstania Eugena Kvaternika, które skompromitowało polityków chorwackich w Wiedniu.
Stopniowo narodowcy tracili także poparcie w kraju. Sympatia społeczeństwa przechylała się powoli na stronę Partii Prawa. Po próbie rewizji ugody węgiersko-chorwackiej w latach 1872–1873, która nie przyniosła poważniejszych koncesji na rzecz Chorwatów, rozczarowany Strossmayer odsunął się od polityki, a znaczenie partii spadło. Stopniowo zaczęła ona reprezentować stanowisko prowęgierskie i porzucać ideę jugosłowiańską, co zaowocowało przystąpieniem do niej części działaczy Partii Unionistycznej. Banem został nominowany Ivan Mažuranić.
Partia Narodowa, mimo dawnej jugosłowiańskiej ideologii, miała też swój udział w zaostrzeniu stosunków chorwacko-serbskich w wyniku konfliktu o Bośnię i Hercegowinę. W 1880 roku doszło do rozłamu w stronnictwie – wierny ideom jugosłowiańskim Matija Mrazović powołał Niezależną Partię Narodową.
W dobie rządów bana Khuena-Hedervary’ego, charakteryzujących się nasiloną akcją madziaryzacyjną, Partia Narodowa słabła. Część jej działaczy zdecydowała się nawet podjąć współpracę z banem, mimo iż reprezentował on zdecydowanie inne stanowisko polityczne. W efekcie stronnictwo poszło w rozsypkę, a pozostali działacze podjęli współpracę z partią Mrazovicia.